# 杜尚·武约维奇
杜尚·武约维奇（1951年7月22日—2025年5月15日），塞尔维亚经济学家、政治家，2014－2018年间任塞尔维亚经济部长，此前曾代理该国经济部长和国防部长。

## 早年生平
武约维奇出生于1951年，在故乡读完了小学和初中，1974年毕业于贝尔格莱德大学经济学院。三年后他获得硕士学位，1984年又获得博士学位。后来，他在加利福尼亚大学伯克利分校以博士后身份从事研究工作。2011年起，他担任世界银行和美国国际开发署顾问，主要工作重点是创新、预算改革和公共部门改革。
武约维奇还曾在国际期刊上出版过论文，并担任贝尔格莱德辛吉度努姆大学经济学教授。

## 政治生涯
2014年4月27日，在执政党——塞尔维亚前进党的支持下，武约维奇依据选举结果被选为塞尔维亚财政部长。在2014年和2016年，他曾代理经济部长和国防部长。2018年5月7日，他出于个人原因辞去财政部长职务。在评价自己的任期时他表示自己“取得了显著的成果”，包括保持宏观经济的稳定、财政整顿工作及确保这些成果的必要的结构性改革。5月16日塞尔维亚国民议会批准了他的辞职申请，职务由时任总理安娜·布纳比奇代理。

## 个人生活
武约维奇已婚，有两个孩子。他会讲英语和俄语，是塞尔维亚最富有的官员之一，在贝尔格莱德和美国首都华盛顿特区都有房产，价值近300万美元。在長期患病後，他於2025年5月15日去世。

## 资料
1. 1 2  . n1info. 2017-06-29. （原始内容存档于2018-11-24） （塞尔维亚语）.
2. ↑  . Singidunum University. （原始内容存档于2014-05-14） （塞尔维亚语）.
3. ↑  . B92.net.   [2021-02-07]. （原始内容存档于2018-07-13） （塞尔维亚语）.
4. ↑  . B92.net.   [2021-02-07]. （原始内容存档于2018-07-13） （塞尔维亚语）.
5. ↑  . imovinapoliticara.krik.rs.   [2021-02-06]. （原始内容存档于2018-03-03） （塞尔维亚语）.
6. ↑  . Blic.rs. 2025-05-15  [2025-05-22]. （原始内容存档于2025-06-17） （塞尔维亚语）.